# So long my love
「so long my love」（ソー・ロング・マイ・ラブ）は、1995年1月25日に発売された小田和正通算13作目のシングル。発売元はファンハウス。

## 解説
この曲は、Far East Club Bandがレコーディングに参加している。なお、このシングルでは「so long my love」が1曲目ではなく、この年の全国ツアー『FUN MORE TIME』のテーマ曲が1曲目に収録されている。
「昨日 見た夢」はオフコース時代の楽曲のセルフカバー。後に『LOOKING BACK』にリミックスで収録された。

## 収録曲
1. FUN MORE TIME! オープニングテーマ （インストゥルメンタル）
作曲・編曲：小田和正
2. so long my love
作詞・作曲・編曲：小田和正
3. 昨日見た夢
作詞・作曲・編曲：小田和正
1988年に発表されたオフコース時代の楽曲のセルフカヴァー